# シモーネ・バローネ
シモーネ・バローネ（Simone Barone, 1978年4月30日 - ）は、イタリア・ノチェーラ・インフェリオーレ出身の元同国代表サッカー選手、現サッカー指導者。現役時代のポジションはミッドフィールダー。

## 経歴

### クラブ
ACキエーヴォ・ヴェローナ、USチッタ・ディ・パレルモでエウジェニオ・コリーニのサポート役として大きく成長した元イタリア代表ボランチ。4シーズン以上同じチームに在籍することなく、国内のクラブを渡り歩いた。

### 代表
イタリア代表としては2004年2月18日の親善試合・チェコ戦（パレルモ）で初出場。同年9月2日の親善試合・ロシア戦で代表初ゴールを記録した。ドイツW杯のメンバーにも選出され、グループリーグのチェコ戦と準々決勝のウクライナ戦に途中出場。イタリアの優勝メンバーとなった。

### 指導者
現役引退後はイタリア国内のユース世代での指導経験を積む。2016年6月29日、代表でチームメイトであったジャンルカ・ザンブロッタが監督に就任したISLのデリー・ディナモスFCにアシスタントコーチとして招聘された。
2017-18シーズンより、ユヴェントスFCのU-16部門で指揮を執ることとなった。

## 代表歴

### 出場大会
- イタリア代表
  - 2006 FIFAワールドカップ

### 試合数
- 国際Aマッチ 15試合 1得点（2004年-2006年）[5]

| イタリア代表 | 国際Aマッチ | 国際Aマッチ |
| 年           | 出場        | 得点        |
| ------------ | ----------- | ----------- |
| 2004         | 2           | 0           |
| 2005         | 9           | 1           |
| 2006         | 4           | 0           |
| 通算         | 15          | 1           |

## タイトル
イタリア
- FIFAワールドカップ : 2006